# Zwarte Zee-legioen

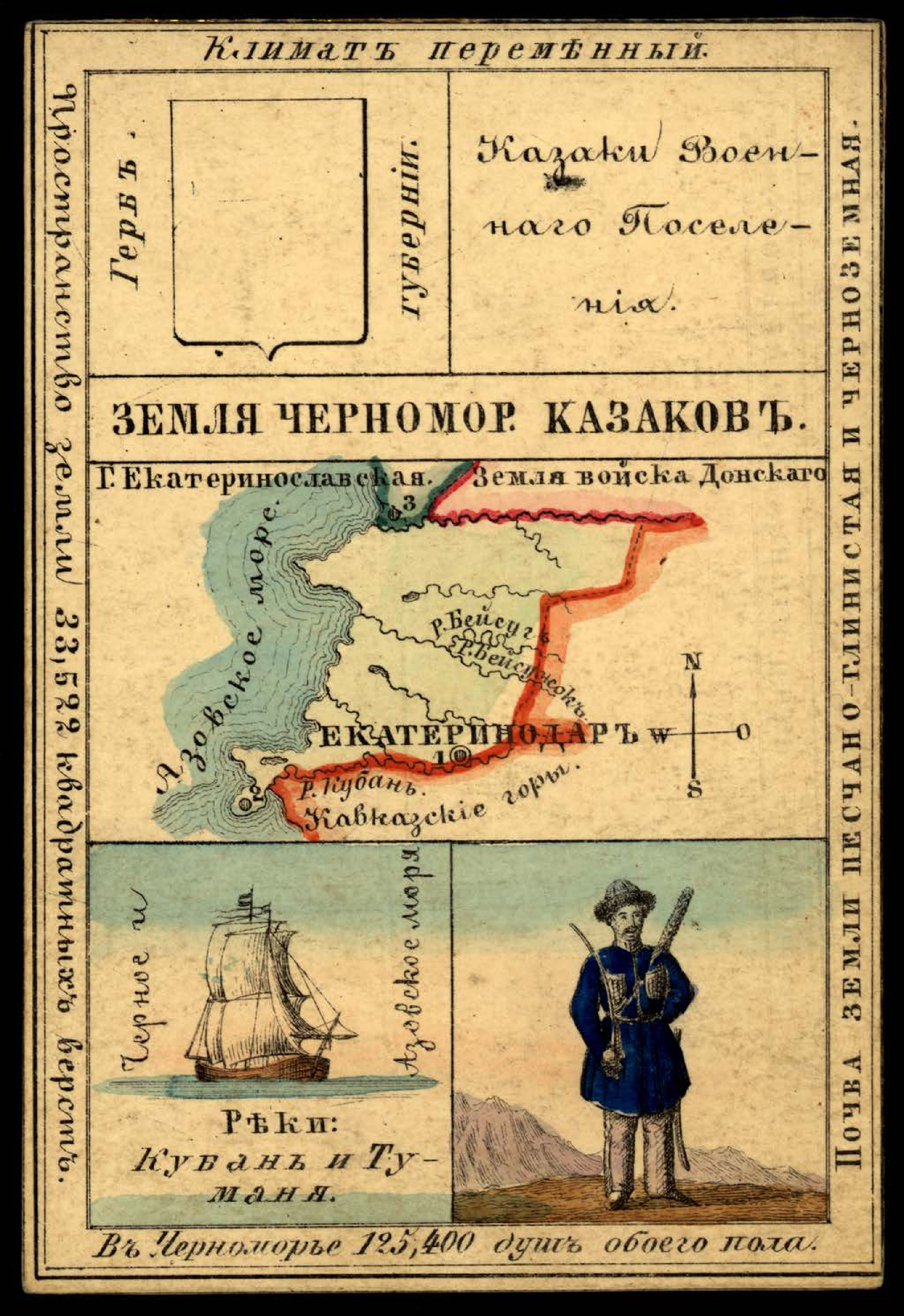
kaart uit 1856

de migratie naar de Koeban, zoals weergegeven op het monument voor Anton Golovaty in Odessa

Het Zwarte Zee-legioen (Russisch: Черномо́рское каза́чье во́йско, Tsjernomorskoje kazatsje vojsko) of Zwarte Zee-Kozakken was een Kozakkenlegioen van het Keizerrijk Rusland opgericht in 1787 in het gouvernement Novorossiejsk uit voormalige Zaporozje-Kozakken. In de jaren 1790 werd het legioen hervestigd in de Koeban.

## Geschiedenis
Het Zwarte Zee-legioen speelde een belangrijke rol in de Russisch-Turkse Oorlog van 1787-1792. Hiervoor werd het op 30 juni 1792 door Catharina II beloond met het Koeban-gebied in de Noordelijke Kaukasus (ten noorden van de Koeban, ten zuiden van de Jeja en ten oosten van de Zee van Azov. Dit gebied werd toen hoofdzakelijk bewoond door Nogaj-nomaden, en was door Rusland geannexeerd na haar verovering van het kanaat van de Krim in 1783. Ten zuiden van de Koeban woonden de Circassiërs.
In totaal trokken in de periode 1792-1794 rond 25.000 mensen van Zaporozje naar de Koeban. Daar vormden de Kozakken de Kaukasuslinie, van de monding van de Koeban tot de monding van de Bolsjaja Laba, en stichtten er meerdere stanitsas. Ze stichtten de stad Jekaterinodar (letterlijk: door Catharina gegeven) in 1794.
Het Zwarte Zee-legioen nam deel aan meerdere militaire campagnes van het Russische Rijk, zoals de onderdrukking van de Poolse Kościuszko-opstand in 1794 en de Perzische expeditie van Catharina de Grote, waarbij een groot deel van de Kozakken omkwam door honger en ziekten.
Tijdens de Veldtocht van Napoleon naar Rusland steunde het legioen het Russische leger met haar 9e infanterie en 1e cavallerie-regimenten evenals haar elite lijfwacht-sotnia. Ze namen deel aan de Russisch-Perzische Oorlog van 1826-1828, tijdens welke ze het fort van Anapa, het laatste Osmaanse fort aan de noordelijke Zwarte Zee, op 12 juni 1828 innamen. 
Tijdens de Krimoorlog verhinderden de Kozakken een Anglo-Franse landing op het schiereiland Taman, terwijl de 2e en 5e infanteriebattalions deelnamen aan de verdediging van Sebastopol (1854-1855).
Gedurende de jaren vervolgden de Kozakken hun doordringen in de bergebieden van de Noordelijke Kaukasus. Ze namen actief deel aan de Russische verovering van de Noordelijke Kaukasus van 1817 tot 1864, en vestigden zich in de gewonnen gebieden. Gedurende het midden van de 19e eeuw sloten zich nog een verdere 70.000 Boeg, Jekaterinoslav, en Azov-Kozakken bij hen aan. Vanwege de verzwakking van het Ottomaanse Rijk en de vorming van bufferstaten op de Balkan was hun aanwezigheid in Nieuw-Rusland niet meer noodzakelijk. In 1864 werden de Azov-Kozakken met de Zwarte Zee-Kozakken verenigd tot het Koebanlegioen.

## Administratie
Bij de oprichting werd het grondgebied van het legioen door een militaire regering bestuurd. Later werd een militaire directie opgericht, geleid door de ataman van het legioen. In militaire zaken was dit ondergeschikt aan de militaire gouverneur van Cherson en vanaf 1802 aan de militaire gouverneur van Taurida. In civiele zaken was het ondergeschikt aan de gouverneur van Taurida.